# (1552) Bessel
(1552) Bessel est un astéroïde de la ceinture principale.

## Description
(1552) Bessel est un astéroïde de la ceinture principale. Il fut découvert par Yrjö Väisälä le 24 février 1938 à Turku. Il présente une orbite caractérisée par un demi-grand axe de 3,01 UA, une excentricité de 0,095 et une inclinaison de 9,84° par rapport à l'écliptique.
Il fut nommé en hommage à l'éminent astronome allemand Friedrich Wilhelm Bessel, 1789-1846, qui mesura la première parrallaxe stellaire sur 61 Cygni, nommée Étoile de Bessel en son honneur. Il fut également l'élève d'Heinrich Olbers qui découvrit les 2 astéroïdes (2) Pallas et (4) Vesta.

## Compléments